# Frans Gerard de Wilde
Dr. Frans Gerard de Wilde (Leiden, 10 augustus 1903 – 1999) was een Nederlands apotheker, landmachtofficier en uniformdeskundige.

## Familie
De Wilde was een zoon van Roeland de Wilde (1872-1946), winkelier, en Annette Petronella Guillemette Peltenburg (1876-1945). Hij trouwde met H.G. van Ommeren. Zijn moeder was een nicht van kunstschilder Arend Jan van Driesten (1878-1969). Zijn vader was lid van de Schuttersraad van de stad Leiden.

## Loopbaan

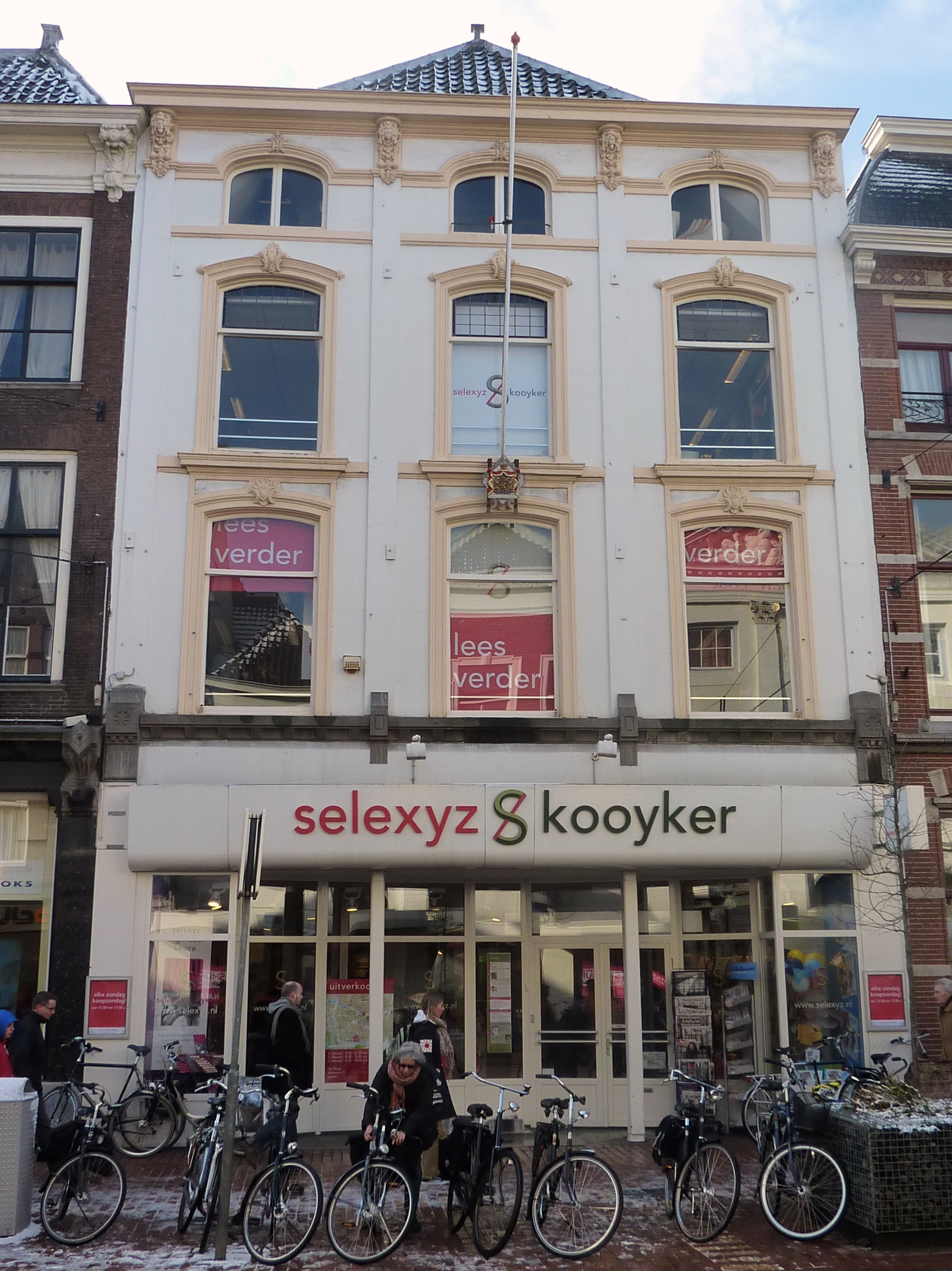
Het huis aan de Breestraat waarin De Wilde opgroeide. Zijn vader had een bedden en manufacturenzaak in het pand.

De Wilde ging naar de HBS aan de Hoge Rijndijk te Leiden en behaalde daar in 1921 zijn HBS-B diploma. Na afsluiting van zijn HBS ging hij farmacie studeren aan de universiteit van Leiden en werd lid van het Leidsch Studenten Corps. Tijdens zijn studie bleef hij thuis wonen aan de Breestraat 93. Hij was tijdens zijn studie actief in het dixielandbandje het groene Zooitje, hierin speelde hij saxofoon en banjo. 
In 1925 werd De Wilde opgeroepen voor zijn dienstplicht. Hij had hier geen enkel probleem mee aangezien hij voorheen al beroepsofficier wilde worden. Zijn vader was het hier echter niet mee eens. De Wilde werd geplaatst bij de School Verlofsofficieren der Bereden Artillerie (SVOBA) te Ede. De opleiding duurde slechts één jaar en na daarvan werd hij beëdigd tot tweede luitenant der Bereden Artillerie. De opleiding werd met hem gevolgd door 72 leerlingen waarvan het merendeel studeerde en corpslid was. De Wilde noemde de sfeer bij de SVOBA "ongelooflijk goed". In 1928 voltooide De Wilde zijn studie farmacie en drie jaar later promoveerde hij met zijn proefschrift: "Onderzoekingen over de verdeeling der saponinen bij Agrostemma githago L. en Saponaria officinalis L.". Na zijn promoveren werd hij in 1932 apotheker te Bussum waar hij al snel firmant werd. 
Op 28 augustus 1939 werd De Wilde gemobiliseerd, hij was inmiddels bevorderd tot kapitein, en werd te Warmond gelegerd als commandant van een batterij veldartillerie. In de meidagen van 1940 heeft hij meegevochten tegen de Duitsers, onder andere bij Overschie (Rotterdam) waarvoor hij in 1951 in het Paleis op de Dam door prins Bernhard het Bronzen Kruis kreeg opgespeld. Toen De Wilde op 14 mei de capitulatie werd medegedeeld, wilde hij dit (in eerste instantie) niet accepteren en schoot bijna zijn commandant neer uit onvrede. Hij was in 1944 en 1945 tevens betrokken bij de oprichting van de afdeling te Bussum van de Binnenlandse Strijdkrachten. In 1945 werd hij verbindingsofficier bij de Canadezen en Engelsen. 

## Uniformkunde
Een hobby van De Wilde was aquarelleren. In zijn studententijd was hij lid geworden van "Kunst om de kunst", een schildersclub. In deze club leerde hij kunstschilder Jan Hoynck van Papendrecht kennen die ook een uniformdeskundige was. Er ontstond een vriendschap tussen hen die tot 1933 zou duren, het jaar dat Hoynck te overlijden kwam. In deze periode begon De Wilde met het verzamelen van prenten en tekeningen over militairen en uniformen. Gedurende zijn leven heeft De Wilde vele artikelen geschreven over uniformen en een grote collectie opgebouwd die bestaat uit afbeeldingen van legeruniformen. Hij correspondeerde met de grote verzamelaars en kenners uit Europa.
Hoynck van Papendrecht introduceerde De Wilde bij generaal F.A. Hoefer, de oprichter van het 'Artillerie museum'. In 1944 werd De Wilde verzocht tot het bestuur van het legermuseum toe te treden. Samen met C.H. Evers, destijds uitgever van Elseviers weekblad, richtte De Wilde Armamentaria op, het jaarboek van het Legermuseum waarvoor hij vele artikelen schreef. De Wilde was een van de initiators van de oprichting van het Legermuseum in Delft en bleef bestuurslid tot en met 1973. Bij het afscheid werd de museummedaille aan De Wilde uitgereikt en werd hij tot erelid benoemd. Op 28 april 1978 werd De Wilde officier in de Orde van Oranje-Nassau.
Toen De Wilde in het begin van de jaren negentig kleiner wilde gaan wonen, was hij genoodzaakt om afstand te doen van zijn collectie. In juni 1992 ging de collectie De Wilde onder de hamer bij veilingbedrijf Van Stockum in Den Haag. De veiling trok verzamelaars aan van over de hele wereld. Het Legermuseum kreeg de eerste keus.